# Hello (flygbolag)

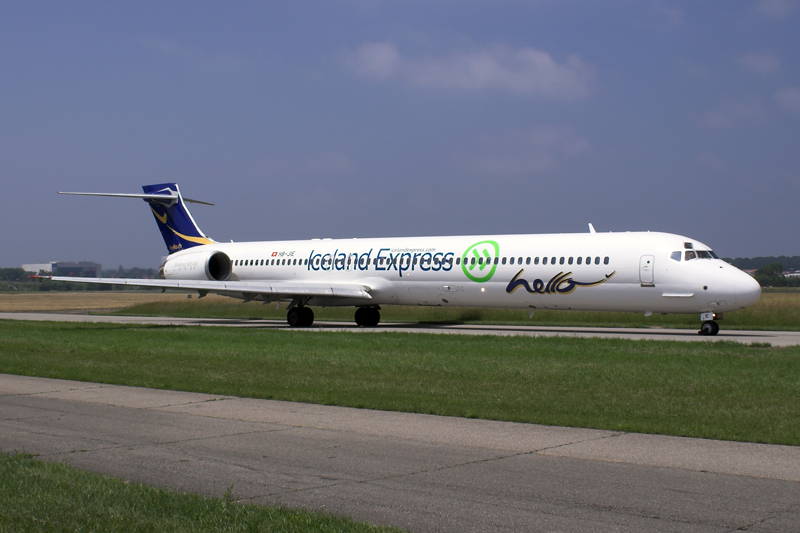
En Hello MD-90 i Iceland Expres färger.

Hello var ett schweiziskt flygbolag som flög ACMI/Wet-Lease (charter) för andra flygbolag med 6 stycken McDonnell Douglas MD-90.

## Kunder
- Air Malta
- Iceland Express

Tidigare kunder
- British Jet

## Egna Destinationer
- Kroatien
  - Split
- Cypern
  - Larnaca
- Egypten
  - Hurghada
  - Luxor
  - Marsa Alam
  - Sharm el-Sheikh
- Grekland
  - Korfu
  - Heraklion
  - Kos
  - Rhodos
  - Zakynthos
- Kosovo
  - Pristina
- Mali
  - Gao
- Spanien
  - Fuerteventura
  - Las Palmas
  - Palma
- Schweiz
  - Basel
  - Zürich
- Tunisien
  - Djerba
  - Monastir
  - Tunis